# Máirtín Ó Direáin
Máirtín Ó Direáin [ˈmɑːrʲtʲiːɲ oːdʲiˈrʲɑːɲ], Martin O’Direan (anglisiert) (* 26. November 1910 in Fearann an Choirce auf der Insel Inis Mór; † 19. März 1988 in Dublin) war ein irischer Dichter.

## Leben
Máirtín Ó Direáin, Sohn eines Kleinbauern, wuchs auf der Insel Inishmore der Aran-Inseln auf. Bis zu seinem 16. Lebensjahr sprach er ausschließlich Irisch. Nach dem Schulabschluss arbeitete er ab 1928 einige Jahre als Angestellter im Hauptpostamt von Galway. Zudem war er eine Weile als Sekretär für die Gaelic League tätig, die sich die Förderung der irischen Sprache zum Ziel gesetzt hat. 1938 siedelte er nach Dublin über und arbeitete dort im Staatsdienst, die meiste Zeit im Bildungsministerium. Er verbrachte dort seinen Lebensabend.

## Werk
Ó Direáin schrieb vorwiegend Gedichte und zwar ausschließlich in irischer Sprache. Dies machte ihn zwar zu einem hervorragenden Vertreter der irischen Literatur, jedoch blieb er außerhalb Irlands weithin unbekannt. Bereits in seiner Zeit in Galway spielte er am irischsprachigen Taibhdhearc-Theater. Seine erste Gedichtsammlung, Coinnle Geala (dt. „Brennende Kerzen“), erschien 1942. Ein Jahr später folgte Dánta Aniar, (dt. „Gedichte aus dem Westen“). Beide Veröffentlichungen erfolgten auf eigene Kosten. Bis in die 80er Jahre hinein folgten weitere Gedichtbände sowie das autobiographische Werk Feamainn Bhealtaine (1961, dt. „Mai-Seetang“).
Sein Werk ist vor allem von den Spannungen zwischen Stadt und Land sowie zwischen Tradition und Moderne gekennzeichnet. Er gilt in der irischen Literaturkritik heute als einer derjenigen irischsprachigen Dichter, welche die irische Lyrik am stärksten in die Moderne geführt haben. Er wird auch in der englischsprachigen Literaturszene Irlands stark rezipiert. Ein biographisches Essay aus dem Jahre 2002 über Máirtín Ó Direáin von Isobel Ní Ríain beschreibt Ó Direáins Reise im Jahre 1938 von seiner Heimatinsel in die irische Hauptstadt Dublin, in der er fünfzig Jahre seines Lebens verbrachte.

## Veröffentlichungen
Lyrik
- Coinnle Geala (dt. „Brennende Kerzen“), 1942
- Dánta Aniar (dt. „Gedichte aus dem Westen“), 1943
- Rogha Dánta (dt. „Gesammelte Gedichte“), 1949
- Ó Mórna agus Dánta Eile (dt. „Ó Mórna und andere Gedichte“), 1957
- Ár Ré Dhearóil (dt. „Unsere elende Zeit“), 1962
- Cloch Choirnéil (dt. „Eckpfeiler“), 1967
- Crainn is Cairde (dt. „Bäume und Freunde“), 1970
- Ceacht an Éin (dt. „Kunst des Vogels“), 1984
- Dánta 1939-79 (dt. „Gedichte 1939–79“), 1980
- Béasa an Túir (dt. „Sitten des Turms“), 1984
- Tacar Dánta/Selected Poems (dt. „Ausgewählte Gedichte“), 1984
- Craobhóg: Dán (dt. „Zweig: Ein Gedicht“), 1986

Autobiographische Essays
- Feamainn Bhealtaine (dt. „Seetang im Mai“), 1961

Biographisches Essay
- Isobel Ní Riain: Carraig agus cathair: Ó Direáin, Cois Life, Dublin 2002; ISBN 1-901176-31-2; (dt. „Fels und Stadt: Ó Direáin“), 2002

| Personendaten    | Personendaten                |
| ---------------- | ---------------------------- |
| NAME             | Ó Direáin, Máirtín           |
| ALTERNATIVNAMEN  | Martin O’Direan (englisch)   |
| KURZBESCHREIBUNG | irischer Schriftsteller      |
| GEBURTSDATUM     | 26. November 1910            |
| GEBURTSORT       | Fearann an Choirce, Inis Mór |
| STERBEDATUM      | 19. März 1988                |
| STERBEORT        | Dublin                       |